# Marina Ferragut
Marina Ferragut Castillo (Barcelona, 11 de febrero de 1972) es una exjugadora española de baloncesto profesional. Debutó en el bloncesto en el Fontvella Manresa, alcanzando sus mayores éxitos deportivos en el Ros Casares Valencia. En abril de 2011 anunció su retirada de la práctica activa del baloncesto, después de 25 años de carrera. Con 253 participaciones fue la baloncestista con un mayor número de participaciones en la selección española de baloncesto hasta 2013, cuando fue superada por Amaya Valdemoro.

## Características
El juego de Marina Ferragut fue evolucionando con el paso del tiempo, se acabó convirtiendo en una gran lanzadora de triples. Una disciplina que se convirtió en su especialidad gracias a su trabajo y constancia. Uno de sus triples significó la primera Final Four en la historia del Ros Casares Valencia.

## Trayectoria
- Cantera Segle XXI
- 89-94  BEX
- 94-96  Costa Naranja Godella
- 96-98  Real Canoe Natación Club
- 97-98  Mirande
- 98-99  Limoges
- 99-00  Sto André
- 99-00  New York Liberty
- 00-01  Ros Casares Valencia
- 01-03  Filtros Mann Zaragoza
- 03-04  Perfumerías Avenida
- 04-06  Fuenterrabía - Irún
- 05-06  Aix-en Provence
- 06-09  Ros Casares Valencia
- 09-10  Real Canoe Natación Club
- 10-11  Fuenterrabía - Irún

## Palmarés con la selección española
- Eurobasket 1993 ( Italia)
- Eurobasket 2001 ( Francia)
- Eurobasket 2003 ( Grecia)
- Eurobasket 2005 ( Turquía)

#### Categorías inferiores
- Europeo U18 1990 ( Alcalá de Henares)

## Curiosidades
En el 2004 hizo un cameo en la épica serie española de Aquí no hay quien viva, en el capítulo "Érase un desafío", dónde se interpretó a sí misma cómo jugadora de baloncesto. El capítulo fue visto por más de 5 millones de espectadores.